# Módulo (vector)
En física, se llama módulo de un vector a la norma vectorial - la norma matemática del vector de un espacio euclídeo ya sea este el plano euclídeo o el espacio tridimensional. El módulo de un vector es un número que coincide con la «longitud» del vector en la representación gráfica. 
El concepto de norma de un vector generaliza el concepto de módulo de un vector del espacio euclídeo.

## Cálculo
Dado un vector del espacio euclídeo tridimensional expresado por sus componentes cartesianas {\displaystyle {\vec {v}}=(v_{1},v_{2},v_{3})}, su módulo es el número real dado por la expresión:
{\displaystyle \mid {\vec {v}}\mid ={\sqrt {v_{1}^{2}+v_{2}^{2}+v_{3}^{2}}}}
La intensidad o módulo de un vector es la longitud del segmento que lo representa, por lo que habrá de ser proporcional al valor de la magnitud medida.
También se puede calcular con el producto punto, dado por la expresión:
{\displaystyle \mid {\vec {v}}\mid ={\sqrt {{\vec {v}}\cdot {\vec {v}}}}}

## Propiedades
- Relación con el producto escalar: El módulo de la suma de dos vectores está relacionado con el producto escalar y los módulos respectivos de los vectores:

{\displaystyle \mid {\vec {v}}+{\vec {w}}\mid ={\sqrt {\mid {\vec {v}}\mid ^{2}+\mid {\vec {w}}\mid ^{2}+2{\vec {v}}\cdot {\vec {w}}}}}

- Desigualdad triangular. El módulo de la suma de dos vectores es menor o igual que la suma de módulos:

{\displaystyle \mid {\vec {v}}+{\vec {w}}\mid \leq \mid {\vec {v}}\mid +\mid {\vec {w}}\mid }